# مانوئل گارسیا (باریتون)
مانوئل گارسیا (اسپانیایی: Manuel García‎؛ ۱۷ مارس ۱۸۰۵ – ۱ ژوئیهٔ ۱۹۰۶) یک خواننده اپرا، معلم موسیقی و مربی صدا اهل اسپانیا بود. یکی از دلایل شهرت او، اختراع اولین دستگاه «لارینگوسکوپ» (حنجره‌بین) است و «دانشگاه کونیگسبرگ» (واقع در کونیگسبرگ، پروس) به او مدرک افتخاری دکترای پزشکی اعطاء کرد.
پدر وی، «مانوئل دل پوپولو بیسِنته رودریگوئز گارسیا» خواننده و معلم آواز بود. خواهران وی، «پولین ویاردو» و «ماریا مالیبران» هر دو از خوانندگان برجستهٔ اپرا بودند.
او در «کنسرتوار پاریس» و «آکادمی سلطنتی موسیقی لندن»، آواز و خوانندگی تدریس می‌کرد و شاگران برجستهٔ فراوانی در این رشته تربیت کرد.